# 膝
膝俗稱膝蓋，是位于大小腿之间的连接部位。解剖学定义为从髌骨上缘二横指的水平面到胫骨粗隆水平面，包括膝前区、膝后区、胫腓上关节和膝关节等。
膝的主要内部组成结构为半月板以及四条韧带。半月板为膝内部股骨下端和胫骨上端之间的接连处所垫的一块新月形的纤维软骨组织，作用是缓冲膝关节的震动，以及避免两块骨头的直接摩擦。另外，它由四条主要的韧带支撑着。其中有两条在膝的两侧，称为中侧突韧带和外侧突韧带，主要功能是防止膝部轴离位；另外两条韧带则分别分布在膝前后方，称为前十字韧带和后十字韧带，作用是防止膝部前后移位。
膝关节是人体最大最复杂的关节，为由两关节构成的关节；一是股骨的内、外侧髁与胫骨的内、外侧髁的关节面组成的股胫关节，二是股骨的髌面与髌骨的关节面组成的髌股关节。

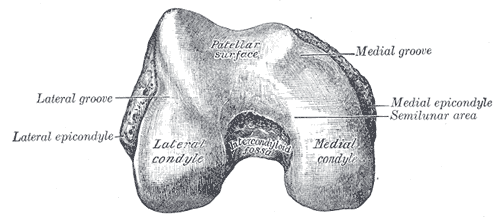
右股骨關節面，從下方看

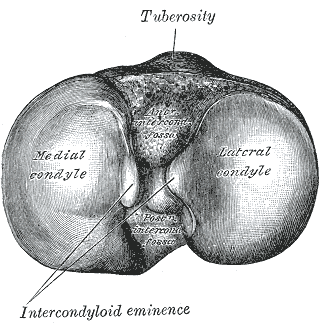
右脛骨關節面，從上方看